# Bauerbach (Marburg)
Bauerbach ist ein Stadtteil der Universitätsstadt Marburg im mittelhessischen Landkreis Marburg-Biedenkopf.

## Geografische Lage
Bauerbach liegt, in unmittelbarer Nähe des Klinikums und der naturwissenschaftlichen Institute der Universität, etwa vier Kilometer ostnordöstlich der Marburger Innenstadt – allerdings direkt jenseits der Lahnberge, die nahe bzw. westlich des Dorfs mit dem Ortenberg (380 m ü. NN) ihre größte Höhe erreichen.

## Geschichte

### Ortsgeschichte
Bauerbach trat, soweit bekannt, in der Frühzeit des Heiligen Römischen Reichs 1133 zum ersten Mal unter dem frühmittelalterlichen Namen „Burenbach“ in Erscheinung. Somit wurde es sogar noch vor Marburg (1138) und Kirchhain (1146) erstmals schriftlich erwähnt. 1238 wurde erstmals ein eigener Pfarrer in Bauerbach genannt. Von 1530 an war es protestantisch, kam aber 1608 von Hessen an Kurmainz, so dass der Ort wieder katholisch wurde. 1801 kam Bauerbach mit dem kurmainzischen Amt Amöneburg durch den Frieden von Lunéville zur Landgrafschaft Hessen-Kassel.
Mit Edikt vom 29. Juni 1821 wurden in Kurhessen Verwaltung und Justiz getrennt. In Marburg wurde der Kreis Marburg für die Verwaltung eingerichtet und das Landgericht Marburg war als Gericht in erster Instanz für Bauerbach zuständig. 1850 wurde das Landgericht in Justizamt Marburg umbenannt. Nach der Annexion Kurhessens durch Preußen erfolgte am 1. September 1867 die Umbenennung des bisherigen Justizamtes in Amtsgericht Marburg. Auch mit dem Inkrafttreten des Gerichtsverfassungsgesetzes von 1879 blieb das Amtsgericht unter seinem Namen bestehen.
1964 kam es zu umfangreichen Umgemeindungen von Waldgebieten auf den Lahnbergen, damit die Neubauten der Philipps-Universität Marburg vollständig auf Marburger Gebiet liegen. Zum 1. Juli 1974 wurde die bis dahin selbständige Gemeinde Bauerbach im Zuge der Gebietsreform in Hessen kraft Landesgesetz in die Stadt Marburg eingemeindet. Für den Stadtteil Bauerbach wurde ein Ortsbezirk  eingerichtet.

### Verwaltungsgeschichte im Überblick
Die folgende Liste zeigt die Staaten und Verwaltungseinheiten, denen Bauerbach angehört(e):
- vor 1803: Heiliges Römisches Reich, Kurmainz, Amt Amöneburg
- ab 1803: Heiliges Römisches Reich, Landgrafschaft Hessen-Kassel,[Anm. 2] Fürstentum Fritzlar, Amt Amöneburg
- ab 1806: Landgrafschaft Hessen-Kassel, Fürstentum Fritzlar, Amt Amöneburg
- 1807–1813: Königreich Westphalen,[Anm. 3] Departement der Werra, Distrikt Marburg, Kanton Amöneburg
- ab 1815: Kurfürstentum Hessen, Fürstentum Fritzlar, Amt Amöneburg[11]
- ab 1821: Kurfürstentum Hessen, Provinz Oberhessen, Kreis Marburg[12][Anm. 4]
- ab 1848: Kurfürstentum Hessen, Bezirk Marburg
- ab 1851: Kurfürstentum Hessen, Provinz Oberhessen, Kreis Marburg
- ab 1867: Königreich Preußen, Provinz Hessen-Nassau, Regierungsbezirk Kassel, Kreis Marburg
- ab 1871: Deutsches Reich, Königreich Preußen, Provinz Hessen-Nassau, Regierungsbezirk Kassel, Kreis Marburg
- ab 1918: Deutsches Reich, Freistaat Preußen, Provinz Hessen-Nassau, Regierungsbezirk Kassel, Kreis Marburg
- ab 1944: Deutsches Reich, Freistaat Preußen, Provinz Kurhessen, Landkreis Marburg
- ab 1945: Deutsches Reich, Amerikanische Besatzungszone,[Anm. 5] Groß-Hessen, Regierungsbezirk Kassel, Landkreis Marburg
- ab 1946: Deutsches Reich, Amerikanische Besatzungszone, Hessen, Regierungsbezirk Kassel, Landkreis Marburg
- ab 1949: Bundesrepublik Deutschland, Hessen, Regierungsbezirk Kassel, Landkreis Marburg
- ab 1974: Bundesrepublik Deutschland, Hessen, Regierungsbezirk Kassel, Landkreis Marburg-Biedenkopf, Stadt Marburg
- ab 1981: Bundesrepublik Deutschland, Hessen, Regierungsbezirk Gießen, Landkreis Marburg-Biedenkopf, Stadt Marburg

## Bevölkerung

### Einwohnerstruktur 2011
Nach den Erhebungen des Zensus 2011 lebten am Stichtag dem 9. Mai 2011 in Bauerbach 1404 Einwohner. Darunter waren 60 (4,3 %) Ausländer.
Nach dem Lebensalter waren 240 Einwohner unter 18 Jahren, 696 zwischen 18 und 49, 258 zwischen 50 und 64 und 210 Einwohner waren älter. Die Einwohner lebten in 687 Haushalten. Davon waren 285 Singlehaushalte, 132 Paare ohne Kinder und 186 Paare mit Kindern, sowie 48 Alleinerziehende und 33 Wohngemeinschaften. In 72 Haushalten lebten ausschließlich Senioren und in 537 Haushaltungen leben keine Senioren.

### Einwohnerentwicklung
| Quelle: Historisches Ortslexikon |                                                                                       |
| • 1592:                          | 19 Hausgesesse                                                                        |
| • 1664:                          | 13 Hausgesesse                                                                        |
| • 1838:                          | Familien: 30 nutzungsberechtigte, 7 nicht nutzungsberechtigte Ortsbürger, 6 Beisassen |

| Bauerbach: Einwohnerzahlen von 1747 bis 2019 | Bauerbach: Einwohnerzahlen von 1747 bis 2019 | Bauerbach: Einwohnerzahlen von 1747 bis 2019 | Bauerbach: Einwohnerzahlen von 1747 bis 2019 | Bauerbach: Einwohnerzahlen von 1747 bis 2019 |
| --- | -------------------------------------------- | -------------------------------------------- | -------------------------------------------- | -------------------------------------------- |
| Jahr |                                              |                                              |                                              | Einwohner                                    |
| 1747 | 1747                                         |                                              | 145                                          | 145                                          |
| 1800 | 1800                                         |                                              | ?                                            | ?                                            |
| 1834 | 1834                                         |                                              | 277                                          | 277                                          |
| 1840 | 1840                                         |                                              | 255                                          | 255                                          |
| 1846 | 1846                                         |                                              | 268                                          | 268                                          |
| 1852 | 1852                                         |                                              | 286                                          | 286                                          |
| 1858 | 1858                                         |                                              | 286                                          | 286                                          |
| 1864 | 1864                                         |                                              | 281                                          | 281                                          |
| 1871 | 1871                                         |                                              | 249                                          | 249                                          |
| 1875 | 1875                                         |                                              | 251                                          | 251                                          |
| 1885 | 1885                                         |                                              | 245                                          | 245                                          |
| 1895 | 1895                                         |                                              | 263                                          | 263                                          |
| 1905 | 1905                                         |                                              | 291                                          | 291                                          |
| 1910 | 1910                                         |                                              | 292                                          | 292                                          |
| 1925 | 1925                                         |                                              | 327                                          | 327                                          |
| 1939 | 1939                                         |                                              | 426                                          | 426                                          |
| 1946 | 1946                                         |                                              | 546                                          | 546                                          |
| 1950 | 1950                                         |                                              | 530                                          | 530                                          |
| 1956 | 1956                                         |                                              | 490                                          | 490                                          |
| 1961 | 1961                                         |                                              | 532                                          | 532                                          |
| 1967 | 1967                                         |                                              | 601                                          | 601                                          |
| 1977 | 1977                                         |                                              | ?                                            | ?                                            |
| 1987 | 1987                                         |                                              | 1.271                                        | 1.271                                        |
| 1991 | 1991                                         |                                              | 1.447                                        | 1.447                                        |
| 1995 | 1995                                         |                                              | 1.551                                        | 1.551                                        |
| 2000 | 2000                                         |                                              | 1.640                                        | 1.640                                        |
| 2005 | 2005                                         |                                              | 1.619                                        | 1.619                                        |
| 2010 | 2010                                         |                                              | 1.611                                        | 1.611                                        |
| 2011 | 2011                                         |                                              | 1.404                                        | 1.404                                        |
| 2015 | 2015                                         |                                              | 1.359                                        | 1.359                                        |
| 2019 | 2019                                         |                                              | 1.346                                        | 1.346                                        |
| Datenquelle: Historisches Gemeindeverzeichnis für Hessen: Die Bevölkerung der Gemeinden 1834 bis 1967. Wiesbaden: Hessisches Statistisches Landesamt, 1968. Weitere Quellen: LAGIS; Stadt Marburg:1987–1998, 1999–2003, 2005–2010,2011–2015, 2019:; Zensus 2011 |                                              |                                              |                                              |                                              |

### Historische Religionszugehörigkeit
Quelle: Historisches Ortslexikon
| • 1861: | 287 römisch-katholische, 8 evangelisch-lutherische Einwohner         |
| • 1885: | ein evangelischer (= 0,42 %), 236 katholische (= 99,58 %) Einwohner  |
| • 1961: | 014 evangelische (= 2,63 %), 518 katholische (= 97,37 %) Einwohner.  |
| • 1987: | 330 evangelische (= 25,59 %), 721 katholische (= 56,72 %) Einwohner. |

### Erwerbstätigkeit
| • 1838: | Familien: 21 Ackerbau, 9 Gewerbe, 13 Tagelöhner.                                                                                    |
| • 1961: | Erwerbspersonen: 97 Land- und Forstwirtschaft, 77 Produzierendes Gewerbe, 27 Handel und Verkehr, 44 Dienstleistungen und Sonstiges. |

## Politik

### Ortsbeirat
- BD: 1
- Grüne: 2
- CDU: 4

- BD = Bunte Demokratie

Für den Stadtteil Bauerbach besteht ein Ortsbezirk mit Ortsbeirat und Ortsvorsteher nach der Hessischen Gemeindeordnung. Er umfasst das Gebiet der ehemaligen Gemeinde Bauerbach.
Für die Sitzverteilung siehe die nebenstehende Grafik. Der Ortsbeirat wählte zunächst Lothar Böttner (CDU) zum Ortsvorsteher. Am 7. März 2024 wurde dessen Stellvertreter Theodor Gölzhäuser zum Ortsvorsteher gewählt.

## Kultur und Sehenswürdigkeiten

### Bauwerke

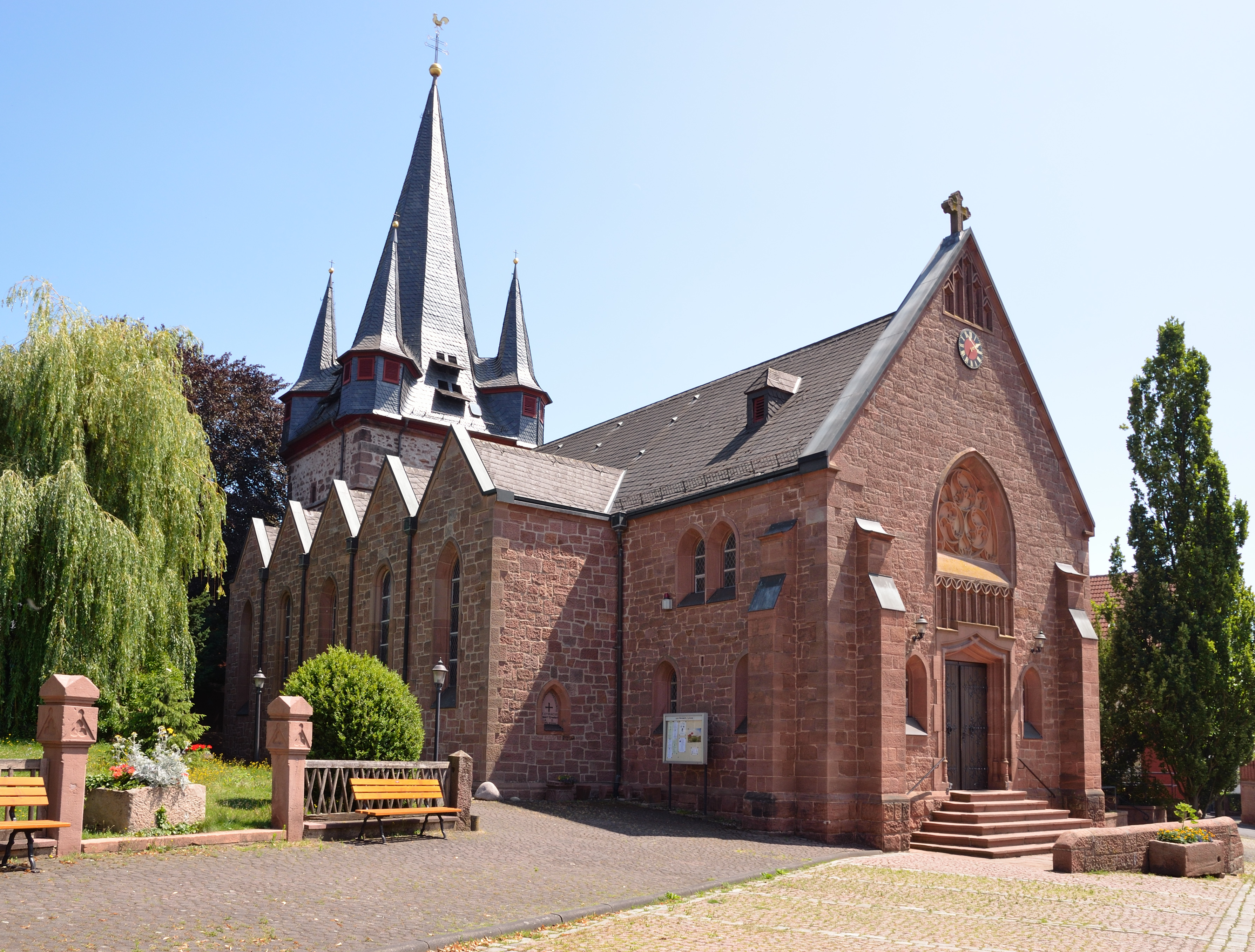
Pfarrkirche St. Cyriakus

- Die Pfarrkirche St.-Cyriakus ist das älteste Gebäude im Dorf. Das heutige Gebäude wird auf die Zeit um 1100 oder früher geschätzt. Besondere Türkonstruktionen und romanische Bögen lassen auf dieses Alter schließen. Die alte romanische Kirche war niedriger als die Heutige. Ein Mauerabsatz an der Südwand lässt die alte Höhe noch erkennen, und senkrechte Mauerfugen deuten die alten romanischen Fenster an, die erst in der Barockzeit, nach 1600, durch die heutigen ersetzt wurden.
Wohl nach 1250 wurde die Kirche zur Wehrkirche ausgebaut. Damals wurde neben dem Bau des Wehrturmes auch das alte Langhaus der Kirche erhöht. Die vier vorstehenden Ecktürmchen, die dem Turm seine besondere Note verleihen, dienten der Wehr, von ihnen aus ließ sich der Turm von oben her gut verteidigen.
Im letzten Jahrhundert wurde die Kirche mehrmals erweitert und ausgebaut.
- Die ev.-luth. Kreuzkirche wurde 1990 einschließlich Friedhofskapelle erbaut.

### Vereine
- SV 1965 Bauerbach (SVB) – Der Fußballverein spielt in der Fußball-Gruppenliga Gießen / Marburg
- Schützenverein Bauerbach 1956 e. V.
- Heimat- und Kulturverein Bauerbach e. V.
- Gesangverein „Liederkranz Bauerbach e. V.“
- CDU-Ortsverein Bauerbach
- SPD-Ortsverein Bauerbach
- Freiwillige Feuerwehr Marburg-Bauerbach
- Katholische Jugend Cyriakus